# Hyale novaezealandiae
Hyale novaezealandiae är en kräftdjursart som först beskrevs av Thomson 1879.  Hyale novaezealandiae ingår i släktet Hyale och familjen Hyalidae. Inga underarter finns listade i Catalogue of Life.